# Fiskekat
Fiskekatten (Prionailurus viverrinus) er en asiatisk kat med en længde på ca. 1 meter og en vægt på op til 16 kilogram. Dens pels er brungrå med pletter og striber. Fiskekatten lever i tæt bevoksning i mangroveskovene i nærheden af vand, og æder foruden fisk og frøer også større hvirveldyr.